# José Maria do Nascimento (militar)
José Maria do Nascimento (,  — , ) foi um militar brasileiro que, atuando como capitão de fragata, após a proclamação da República, participou de uma junta provisória em conjunto com Justo Leite Chermont e Bento José Fernandes Júnior, que tirou do poder a Antônio José Ferreira Braga, então presidente da província do Pará. A junta durou somente até 17 de dezembro de 1891, quando assumiu como governador Justo Leite Chermont.